# Bungonibeyrichia
Bungonibeyrichia is een geslacht van uitgestorven kreeftachtigen uit de klasse van de Ostracoda (mosselkreeftjes).

## Soort
- Bungonibeyrichia wooriyallockensis (Chapman, 1903) Copeland, 1981 †